# Сант-Аполлінаре
Сант-Аполлінаре (італ. Sant'Apollinare) — муніципалітет в Італії, у регіоні Лаціо,  провінція Фрозіноне.
Сант-Аполлінаре розташований на відстані близько 125 км на південний схід від Рима, 50 км на південний схід від Фрозіноне.
Населення — 1946 осіб (2014).
Щорічний фестиваль відбувається 23 липня. Покровитель — Sant'Apollinare.

## Демографія
Населення за роками:

Станом на 1 січня 2023 року в муніципалітеті офіційно проживало 95 іноземців з 12 країн, серед них 34 громадяни країн Євросоюзу та 7 громадян України.

## Сусідні муніципалітети
- Кассіно
- Піньятаро-Інтерамна
- Рокка-д'Евандро
- Сан-Джорджо-а-Лірі
- Сант-Амброджо-суль-Гарильяно
- Сант-Андреа-дель-Гарильяно
- Валлемайо